# Cahita misella
Cahita misella är en kackerlacksart som beskrevs av Rehn, J. A. G. 1937. Cahita misella ingår i släktet Cahita och familjen småkackerlackor. Inga underarter finns listade.